# Nemesia dubia
Espèce
Synonymes
- Nemesia suffusa O. Pickard-Cambridge, 1874

Nemesia dubia est une espèce d'araignées mygalomorphes de la famille des Nemesiidae.

## Distribution
Cette espèce se rencontre en Espagne et en France.

## Description
Les mâles mesurent de 10 à 12 mm et la femelle paratype 15 mm.

## Publication originale
- Moggridge, 1874 : Supplement to Harvesting ants and trap-door spiders. Londres, p. 157-304 (texte intégral).